# IC 2526
IC 2526 — галактика типу SB0 (компактна витягнута галактика) у сузір'ї Насос.
Цей об'єкт міститься в оригінальній редакції індексного каталогу.